# ルートヴィヒ・ヨルク・フォン・ヴァルテンブルク

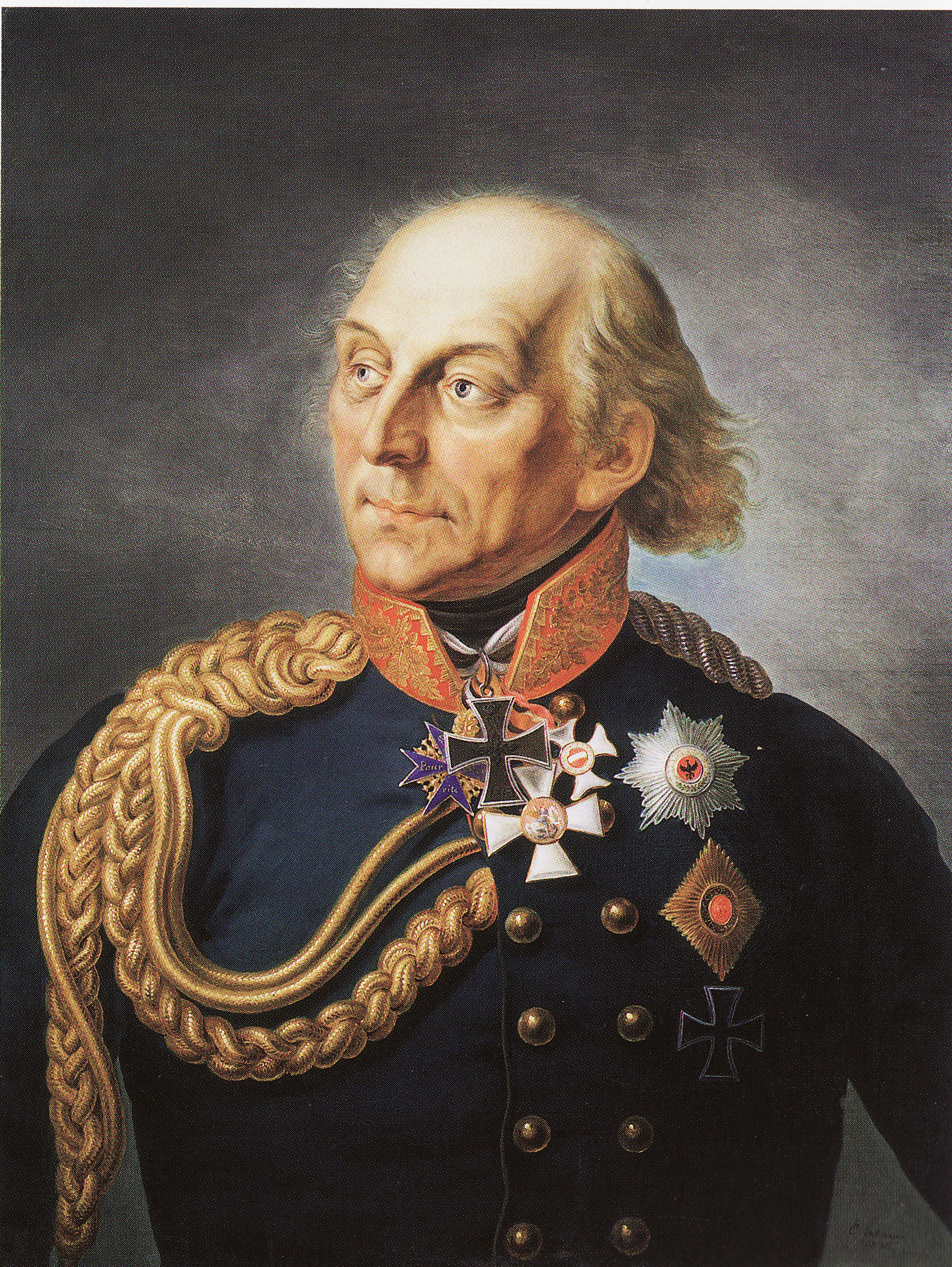
ルートヴィヒ・ヨルク・フォン・ヴァルテンブルク伯爵

ヨハン・ダーヴィト・ルートヴィヒ・ヨルク・フォン・ヴァルテンブルク伯爵（Johann David Ludwig Graf Yorck von Wartenburg、1759年9月26日、ポツダム - 1830年10月4日、ニーダーシュレーシュレージエン (Niederschlesien) 、ラントクライス＝オーラウ (de:Landkreis Ohlau) 、クライン＝エールス (Klein-Öls) 農場）は、プロイセン王国の元帥である。
貴族であるヨルク・フォン・ヴァルテンブルク家の始祖となった。

## 家族
ヨルク・フォン・ヴァルテンブルクは1759年、プロイセン軍 (Preußische Armee) の中隊長であったダーヴィット・ヨナタン・フォン・ヨルク大尉とポツダムの職人の娘、マリア・ゾフィア・プフルークの非嫡出子として生まれた。1763年、両親はヨルクが4歳の時に結婚している。父方の祖父、ヤン・ヤルカ（ヨハン・ヤルケンとも）はゴストコウ農場（それゆえゴストコウスキーの家名を名乗る）に住み、ローヴェ (Rowe) で牧師を務めていた。
この福音派の家族はカシューブ人を先祖とする。異説はあるが、「ヤルカ（Jarka）」（あるいは「ヤルク（Jark）」）の家名を「ヨルク（Yorck）」に変えて「フォン」を添えたのは父親である。なお、この時に家名の一部である「フォン・ゴストコウスキー」を廃した。「スキー」の部分は、貴族としての出自に由来する物とされていたからである。

## 生涯

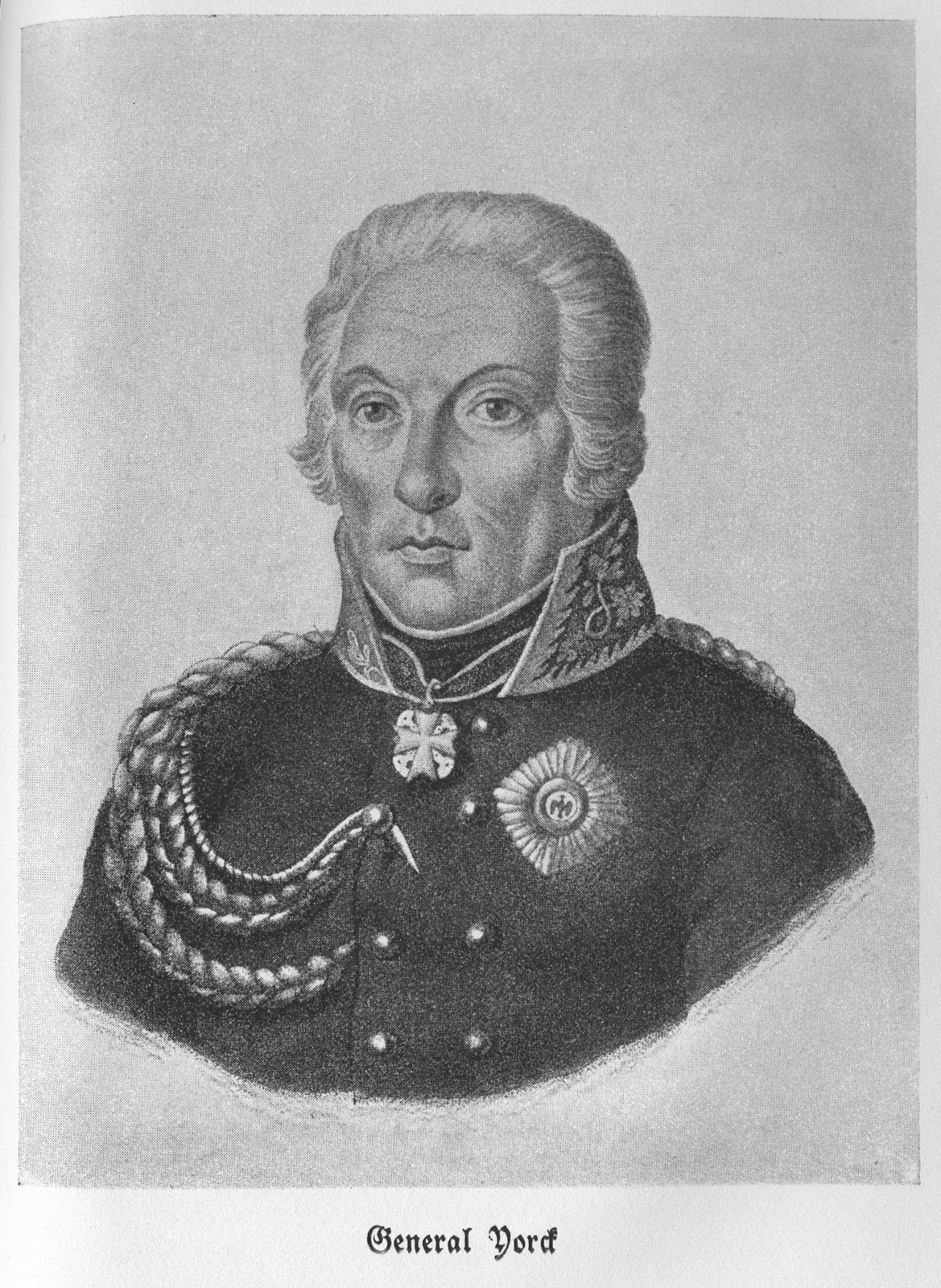
1812年頃のヨルク中将。

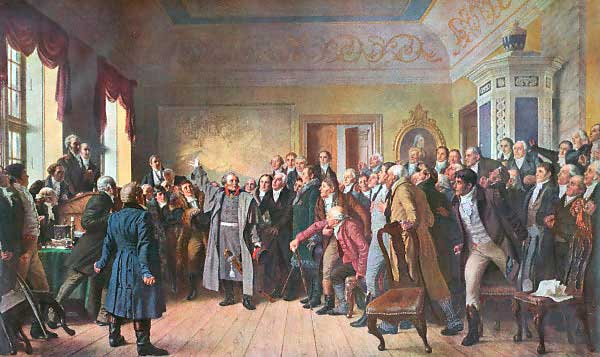
1813年、ケーニヒスベルクの住民に布告を発するヨルク中将。

ヨルクは13歳の時、士官候補生たる伍長（Gefreitenkorporal）として、プロイセン軍のある歩兵連隊に入隊し、1777年に少尉となった。1780年1月、彼は不服従 (Insubordination) の罪によって一年間の要塞禁錮刑を宣告され、軍を去らなければいけなかった。先に勃発していたバイエルン継承戦争の間、不当に利益を得ていた疑いのあった上官のラウラート上級中尉（Staatskapitän）を公然と軽蔑したのである。ラウラートは観兵式の間、祭壇の覆い布を指して戦争中に略奪してきた物だと言った。
それをヨルクは、「盗品」と呼んだのである。要塞禁錮刑は、ケーニヒスベルクのフリードリヒスブルク要塞 (Zitadelle Friedrichsburg) で執行された。釈放後、国王フリードリヒ2世（大王）は彼の軍務への復帰を却下する。後の1781年7月、ヨルクはネーデルラント軍のスイス人連隊で大尉の階級を得た。この部隊はケープタウンに移り、1783年から1784年にかけて
フランス軍に加わり、イギリス東インド会社に対する遠征に参加した。1786年1月にヨルクがポツダムへ戻ると、フリードリヒ大王はプロイセン軍への復帰を改めて拒む。1787年5月、ようやく中隊長たる大尉の任命状を授けたのは後継の国王、フリードリヒ・ヴィルヘルム2世であった。1792年に少佐に昇進し、1794年から1795年にかけてポーランド・リトアニア共和国に出征した後、1799年に猟兵連隊の指揮官となる。続いて1800年に中佐、1803年に大佐へと昇進を重ね、1805年には猟兵連隊の連隊長に就任した。
この急速な昇進は、彼が同時代の戦法における、狙撃兵の軍務の近代化において果たした大きな貢献に応じる物であった。
1806年、ナポレオン・ボナパルトとの戦争においてヨルクはヴァイマール大公の軍の前衛を指揮し、イエナ・アウエルシュタットの戦いの惨憺たる敗報を受けるとブリュッヒャー中将の軍と合流するべく、ハルツ山地を抜けて退却を強いられた。

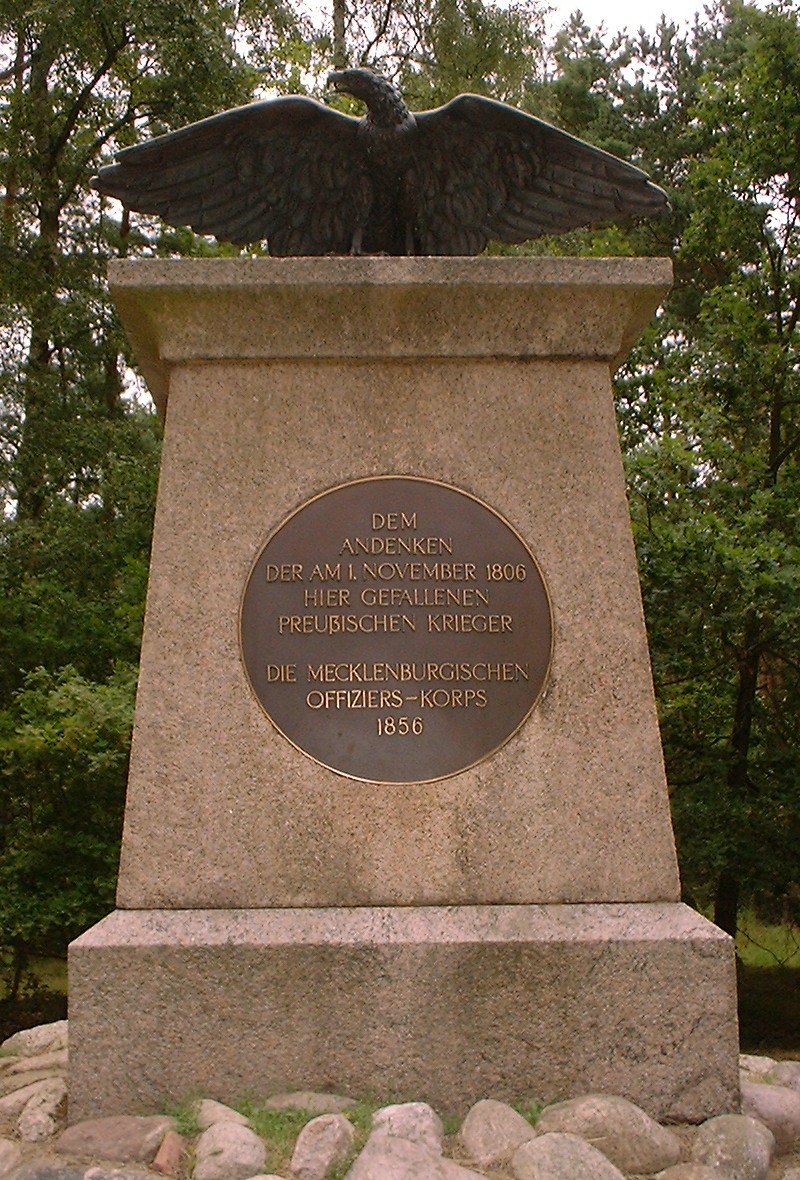
ノッセンティーン近郊の戦いを記念する碑。

エルベ川を越えて北方へ撤退するブリュッヒャーを援護する間、ヨルクは追撃してきたフランス軍を10月26日にアルテンツァウンの戦い (de:Gefecht von Altenzaun) で打ち破ることに成功した。また1806年1月には、ブリュッヒャー軍の後衛をヴァーレン (Waren) およびズィルツ (Silz) の戦いで率いている。そしてリューベックの市街戦で負傷し、捕虜となった。
1807年6月にフランス軍の副官と交換される形で釈放され、ケーニヒスベルクで少将に任じられるとともにプール・ル・メリット勲章を授かる。プロイセン王国の軍制改革 (de:Preußische Heeresreform) に際して西プロイセンの旅団を託されると、1810年には軽歩兵部隊の総監職に就き、その訓練で成功を収めた。1811年に西プロイセン総督に就任し、後には東プロイセン総督をも兼務している。
1812年になるとヨルクは中将に昇進し、ユリウス・フォン・グラーヴェルト (Julius von Grawert) 大将の後任として、ジャック・マクドナル将軍の第10軍に参じロシア遠征へ加わらねばならなかった、プロイセン軍補助部隊の指揮を引き継いだ。そして大陸軍の撤退に際して後衛を務め、同軍との接触を失う。指揮下の士官に急き立てられ、彼は国王フリードリヒ・ヴィルヘルム3世の同意を待たず、ロシアのディービッチュ (Hans Karl von Diebitsch-Sabalkanski) 将軍とタウロッゲン協定 (Convention of Tauroggen) を結んで部隊を中立化した。
これにより、ヨルクは職を賭す。しかし周囲の人物も、ロシア側と同様にこの判断を支持した。プロイセンとロシアの停戦が伝わると、それは東プロイセンに始まり、北ドイツ諸邦におけるフランスの支配への公然とした蜂起に繋がっていく。ヨルク自身は東プロイセン金融総管理部 (de:Ostpreußische Generallandschaftsdirektion) の建物で、自己の責任でケーニヒスベルクにおいて東プロイセンの各階級出身者によるラントヴェーアの設立を布告し、その意志を貫徹した。すでに2月には、国王もこの動きから距離を置くことができなくなっていた。後にある委員会がタウロッゲン協定を確認し、専断と批難されるヨルクの行為に無罪の判決を下した。画家のオットー・ブラウゼヴェッター (de:Otto Brausewetter) はこの布告を有名な絵画、
『ケーニヒスベルクにおけるヨルク伯の、東プロイセン各階級に対する1813年2月5日の呼びかけ』（Ansprache des Grafen Yorck vor den ostpreußischen Ständen in Königsberg am 5. Februar 1813）に留めている。
1813年3月17日、ヨルクは市民の熱狂的な歓声を心に留めず、不動の姿勢で前を見据えながら軍勢の先頭を騎行し、ベルリンに入城した。

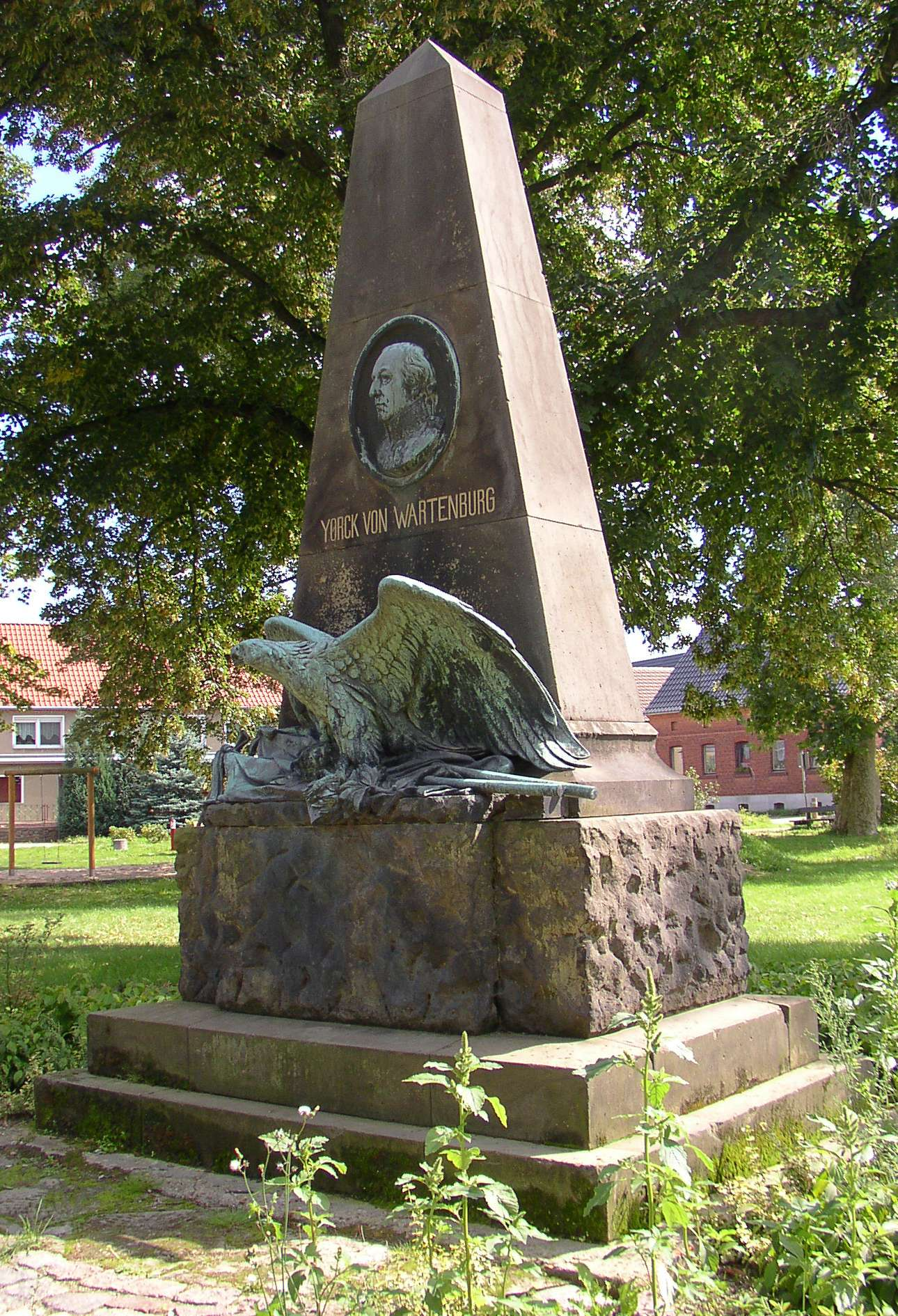
ヴァルテンブルク近郊にある記念碑。

それから勃発したフランスに対する解放戦争において、ヨルクはヴィトゲンシュテイン中将の指揮下にグロースゲルシェンの戦い (Schlacht bei Großgörschen) とバウツェンの戦い (Schlacht bei Bautzen) に参加する。またブリュッヒャー指揮下のシュレージエン軍に配されカッツバッハの戦い (Schlacht an der Katzbach) を決し、1813年10月3日にベルトラン (Henri Gatien Bertrand) 将軍と対峙すると、ブリュッヒャーにとって戦略的に重要なエルベ川の渡河作戦となったヴァルテンブルクの戦い (de:Schlacht bei Wartenburg) に加わっている。
続くライプツィヒにおける諸国民の戦いでも、ヨルクはメッカーン (Möckern) で勝利を収めた。後の10月20日、彼はフランス軍をウンシュトルート川の対岸に追い払っている。1814年1月1日、ヨルクは歩兵大将としてカウプでライン川を渡り、2月11日にロシア軍 (Imperial Russian Army) をモンミライユの戦い (Schlacht bei Montmirail) で壊滅から救った。3月9日のランの戦い (Schlacht bei Laon) では攻勢を担い、勝利に貢献している。3月30日から31日にかけて、彼が最後に参加したのはパリを巡る戦い (Schlacht bei Paris) であった。そして3月31日、大鉄十字章を授与された。
1814年3月、フリードリヒ・ヴィルヘルム3世はヨルクに「フォン・ヴァルテンブルク」の家名を与えて伯爵に叙し、かつて聖ヨハネ騎士団の騎士修道会管区 (Kommende) であったクライン＝エールスを下賜する。ナポレオンがエルバ島から帰還すると、ヨルクは予備としてエルベ川に結集することになっていた第5軍団の指揮を託される。彼はこれを左遷と見なしたので、退役を申請した。それは何度も繰り返された後、平和が到来した後の1815年にようやく受理された。
ヨルクは1821年5月5日、元帥に昇進する。そして1830年10月4日、国王から賜ったブレスラウ近郊のクライン＝エールス農場で没した。
彼は、非常に粘り強く目的の達成を図る厳格で、無愛想な人物であったとされる。同時代人は、ヨルクを「刻んだ鉄で出来た男」、あるいは「老いたイーゼグリム」と評した。
一方、部隊の福祉に尽力する人物だったので兵からの人気は高かった。またブリュッヒャーおよびグナイゼナウの、容赦ない戦略も拒絶している。彼は、極めて専断的な指揮官および扱いの難しい部下として知られていた。

## 栄誉

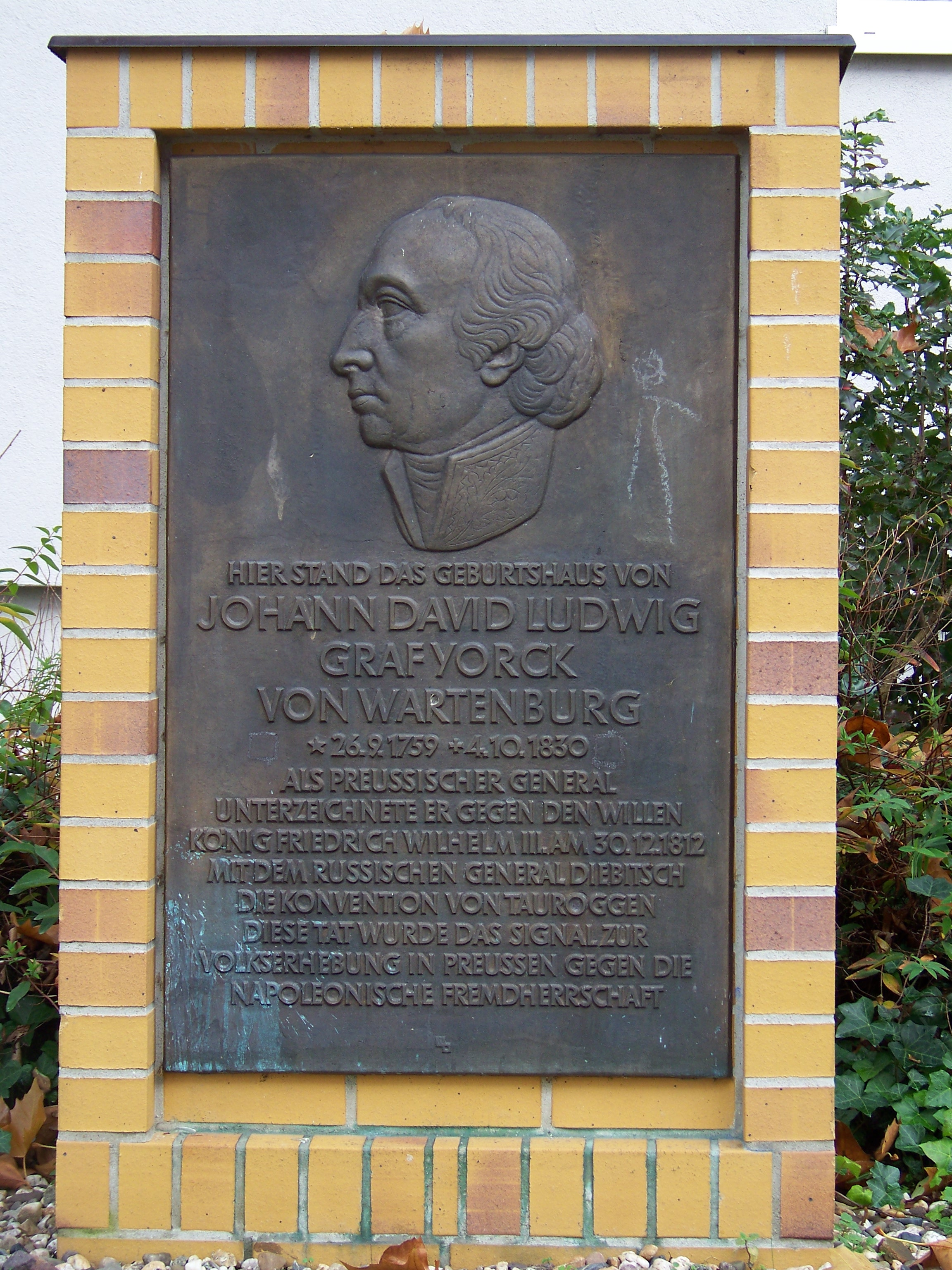
ポツダムの生家にある記念碑。

ルートヴィヒ・ヨルク・フォン・ヴァルテンブルクにちなむ命名の例：
- 「ヨルク」－ドイツ帝国海軍 (Kaiserliche Marine) のローン級装甲巡洋艦。
- ヨルク行進曲 (Yorckscher Marsch)
- ベルリンの「ヨルク通り」 (de:Yorckstraße) －他にも生家のあるポツダムを初め、多数の町に同名の通りが存在する。
- プランゲンドルフの「ヨルク伯爵兵舎」（Graf-Yorck-Kaserne）－第21対空ミサイル群 (de:Flugabwehrraketengruppe 21) が駐屯する。
- ヴェーザーベルクラント (Weserbergland) 、シュタットオルデンドルフの「ヨルク兵舎」(Yorck-Kaserne）。第15装甲砲兵大隊その他の部隊が駐屯する。
- 各地のヨルク記念碑 (de:Yorck-Denkmal)

## 文献
- ヨハン・グスタフ・ドロイゼン: Das Leben des Feldmarschalls Grafen Yorck von Wartenburg. Veit und Comp., Berlin 1851.
- ハインリヒ・ベルクハウス (Heinrich Berghaus) :  York. Seine Geburtsstätte und seine Heimat. Seine Großtat in der Poscheruner Mühle nebst genealogischen Nachrichten über die Familie seine Mutter. Anklam 1863  (Volltext)
- Otto Nasemann (1898). "York, Hans David Ludwig Graf Y. von Wartenburg". Allgemeine Deutsche Biographie (ドイツ語). Vol. 44. Leipzig: Duncker & Humblot. pp. 594–606..
- クルト・フォン・プリースドルフ (de:Kurt von Priesdorff) : Soldatisches Führertum Teil 5. Die preußischen Generale von 1798 bis zum Zusammenbruch Preußens 1806, P. 248-263.
- Frank Bauer: Yorck von Wartenburg. Rebell aus Ehre und Treue (Kleine Reihe Geschichte der Befreiungskriege 1813-1815, Sonderheft 7), Potsdam 2009.

## 映画
UFA－ (1931年): 『Yorck』、グスタフ・ウチッキー (Gustav Ucicky) 監督作品。ヴェルナー・クラウス (Werner Krauß) がルートヴィヒ・ヨルク・フォン・ヴァルテンブルクを、ルドルフ・フォースター (Rudolf Forster) がフリードリヒ・ヴィルヘルム3世を、グスタフ・グリュントゲンス (Gustaf Gründgens) がハルデンベルク侯を演じた。